# メルカロード宇治川
メルカロード宇治川（メルカロードうじかわ）は、神戸市中央区楠町と下山手通と北長狭通に挟まれた、南北1本の道路の脇に位置する商店街である。

## 概要
宇治川商店街の地下には、宇治川の水路があり神戸港（現在のハーバーランドモザイク北側）まで流れている。
宇治川商店街の基盤である市場は3つで構成されていた。
- 毎日市場 - 八百屋・肉屋・魚屋・乾物屋・米屋・豆腐屋・雑貨屋・果物屋等充実したメイン市場
- 楠市場 - お菓子屋・茶葉屋・肉屋・魚屋・総菜屋・ゲームセンター
- 公設市場 - 屋内市場で、中には総菜屋・昆布屋・漬物屋・卵屋・服屋・おやつセンターなど

西側に楠市場の入り口、東側に毎日市場の入り口、南側に公設市場の入り口があり、年末になると、商店街各所でしめ縄の屋台が出て賑わった。
1967年（昭和42年）に神戸市を襲った豪雨（昭和42年7月豪雨）では当商店街も多くの店舗が水没するなどの被害が出て、中でも西側にあった4階建てと2階建ての鉄筋コンクリート構造の建物が倒壊した。
昭和中期～後期に最盛期を迎えたが、各地にスーパーマーケットが開店した影響を受け、商店街の中心機能「市場」が廃れ始めた。メルカロードにも1980年（昭和55年）にスーパーヒロタが開店したことを機に、各市場から少し客足が遠のくことになった。
1920年（大正9年）に創設された公設市場は1990年（平成2年）に「ジョイエール宇治川」として再出発した。1995年に発生した阪神・淡路大震災の影響で商店街の市場はさらに衰退し、毎日市場と楠市場は姿を消した。ジョイエール宇治川は建物が耐震基準を満たさなかったことから2019年（令和元年）に一旦閉店し、改装を行って2020年（令和2年）に新しい店舗として再開。このジョイエールが宇治川商店街にできたことで、商店街の中にスーパーマーケットが2つとなった。2023年（令和5年）には2つのスーパーのうちスーパーヒロタが閉店した。